# Tharus
Le peuple des Tharus est un groupe ethnique de langue indo-aryenne vivant principalement dans le  Teraï, une région méridionale du Népal, pays duquel il représente environ 7 % de la population (1 700 000).
Dans les régions transfrontalières indiennes de l'Uttarakhand et de l'Uttar Pradesh, ils sont respectivement 256 000 et 84 000. Les Tharus sont majoritairement hindous (87 %) et bouddhistes (13 %).

## Histoire
On pense que le mot थारू (thāru) est dérivé de sthavir signifiant adepte du bouddhisme Theravada. Le peuple Tharu du Terai népalais central se considère comme le peuple originel de la terre et les descendants de Gautama Bouddha.
Selon une légende des Rana Tharus, le peuple serait d'origine rajput. À la suite de l'invasion des Moghols dans le Rajasthan en Inde, au XVIe siècle, les Rajputs entrèrent en conflit avec un roi musulman qui voulait épouser une jeune Rajput. Tandis que les hommes restèrent pour se battre, les femmes et les enfants s'enfuirent vers le Népal, et se réfugiaient dans le Teraï, au sud du Népal, une région à l'époque couverte de forêt. On raconte aussi que les femmes qui apprenaient que leurs hommes ont perdu le combat, épousèrent les esclaves qui les avaient accompagnées,.
Certains ethnologues pensent qu'ils sont d'origine mongoloïde.
Les Tharus furent protégés du monde extérieur par les moustiques porteurs de la malaria. Cette maladie mortelle qui fut très répandue dans la région, a éloigné les étrangers. Les Tharus ont développé une résistance naturelle contre la maladie. Dans les années 1950, le DDT qui fut introduit dans le Teraï, a éradiqué la malaria. Ce qui a permis aussi aux étrangers de s'y installer et de raser progressivement la forêt.

## Mode de vie
Les Tharus vivent essentiellement d'agriculture, d'élevage et d'un peu de pêche qu'ils pratiquent dans des mares ou des rivières avec de grands filets traditionnels. Ils font presque tout avec leurs mains. Les maisons sont faites à partir de bambou, puis recouvertes de terre et de bouse de vache. Les femmes fabriquent toutes sortes d'objets, comme la jarre, qui sert à conserver les céréales. Elles font aussi de la sculpture de terre et d'argile, de la peinture murale, et fabriquent aussi des robes colorées et des bijoux qu'elles portent traditionnellement lors des fêtes et des cérémonies.

## Société
La société tharu est clanique, (Dangoura Tharus, Kathariya Tharus, Rana Tharus), et chaque clan a des caractéristiques culturelles propres. Le chef de village est appelé "Pradhan", qui signifie "chef", dans leur dialecte.
Dès l'arrivée des nouveaux migrants dans les années 1950, les Tharus ont longtemps été une minorité opprimée au Népal, astreints à un servage (« Kamaiya ») qui n'a été aboli qu'en 2008.

## Culture et traditions
Les Tharus ont plusieurs fêtes, dont le Dashain, la plus grande fête du Népal. Cette fête a lieu chaque année en automne. C'est notamment à ce moment que les Tharus portent la tikka de bénédiction, signe rouge distinctif sur le front porté aussi notamment par les femmes mariées. Le nouvel an tharu, appelé "Maghi", a lieu à la mi-janvier. Pour cette fête, le repas est principalement constitué de cochons et de dhikris, des rouleaux de pâtes de riz.

## Mariage
Chez les Tharus, le mariage est souvent arrangé, et même parfois dès la naissance d'un enfant. Le garçon et la fille sont choisis par les parents, et la date de la cérémonie est fixée par les grands-parents. C'est généralement environ à l'âge de 20 ans qu'un garçon et une fille se marient. La cérémonie peut durer plusieurs semaines et la jeune mariée doit pour un temps se cacher le visage. Chez les Rana Tharus, une femme a le droit de divorcer, contrairement à la plupart des femmes népalaises, mais seulement si un nouveau prétendant rembourse la dot.

## Religions
Les Tharus pratiquent soit une religion animiste avec culte des ancêtres et polythéisme, soit l'hindouisme et le bouddhisme. Pour les femmes et les filles, faire le ménage et le nettoyage chaque matin dans la maison est important, car une maison propre permet d'accueillir Lakshmi, la déesse de la prospérité. Ils ont plusieurs divinités, dont les plus importantes sont Niradhar, ou Nagarihai. Ces déesses féminines protègent, veillent sur la santé et soignent les maladies.

### Filmographie
- Rana Tharu, documentaire de Pierre Benais